# Richard Billingham
Richard Billingham (n. 25 septembrie 1970) este un fotograf englez, cel mai bine cunoscut pentru cartea sa "Ray's A Laugh" care documentează viața lui Ray, tatăl său alcoolic, și a lui Liz, mama sa puternic tatuată.

## Carieră
Billingham s-a născut în Birmingham și a studiat pictura la Bournville Colegiul de Artă și Universitatea din Sunderland. Contribuția lui în lumea artei se datorează fotografiei lui candidă a familiei sale în Cradley Heath. Cartea "Ray's A Laugh " este o reprezentare a sărăciei în care a crescut. Ray, tatăl său, și mama lui, Liz, par la prima vedere figuri grotești, în stare de ebrietate cu o fascinație pentru mărunțișuri și puzzle.
În 2009/2010 a participat la o expoziție colectivă la Kunstmuseum Wolfsburg, Germania cu titlul:Ich, zweifellos.
Locuiește acum în apropierea Swansea și călătorește pe scară largă. Acum este un lector al Universității din Gloucestershire.